# فالکنبرگ (برلین)
فالکنبرگ (به آلمانی: Berlin-Falkenberg) یک منطقهٔ مسکونی در آلمان است که در لیشتنبرگ واقع شده‌است. فالکنبرگ ۱٬۱۶۴ نفر جمعیت دارد.